# Eophrixus kuboi
Eophrixus kuboi är en kräftdjursart som först beskrevs av Sueo M. Shiino 1939.  Eophrixus kuboi ingår i släktet Eophrixus och familjen Bopyridae. Inga underarter finns listade i Catalogue of Life.